# NGC 7066
NGC 7066 ist eine Spiralgalaxie vom Hubble-Typ Sb im Sternbild Pegasus auf der Ekliptik. Sie ist schätzungsweise 237 Millionen Lichtjahre von der Milchstraße entfernt und hat einen Durchmesser von etwa 60.000 Lichtjahren.
Das Objekt wurde am 31. August 1886 von Lewis Swift entdeckt.